# Stare Miasto w Gliwicach

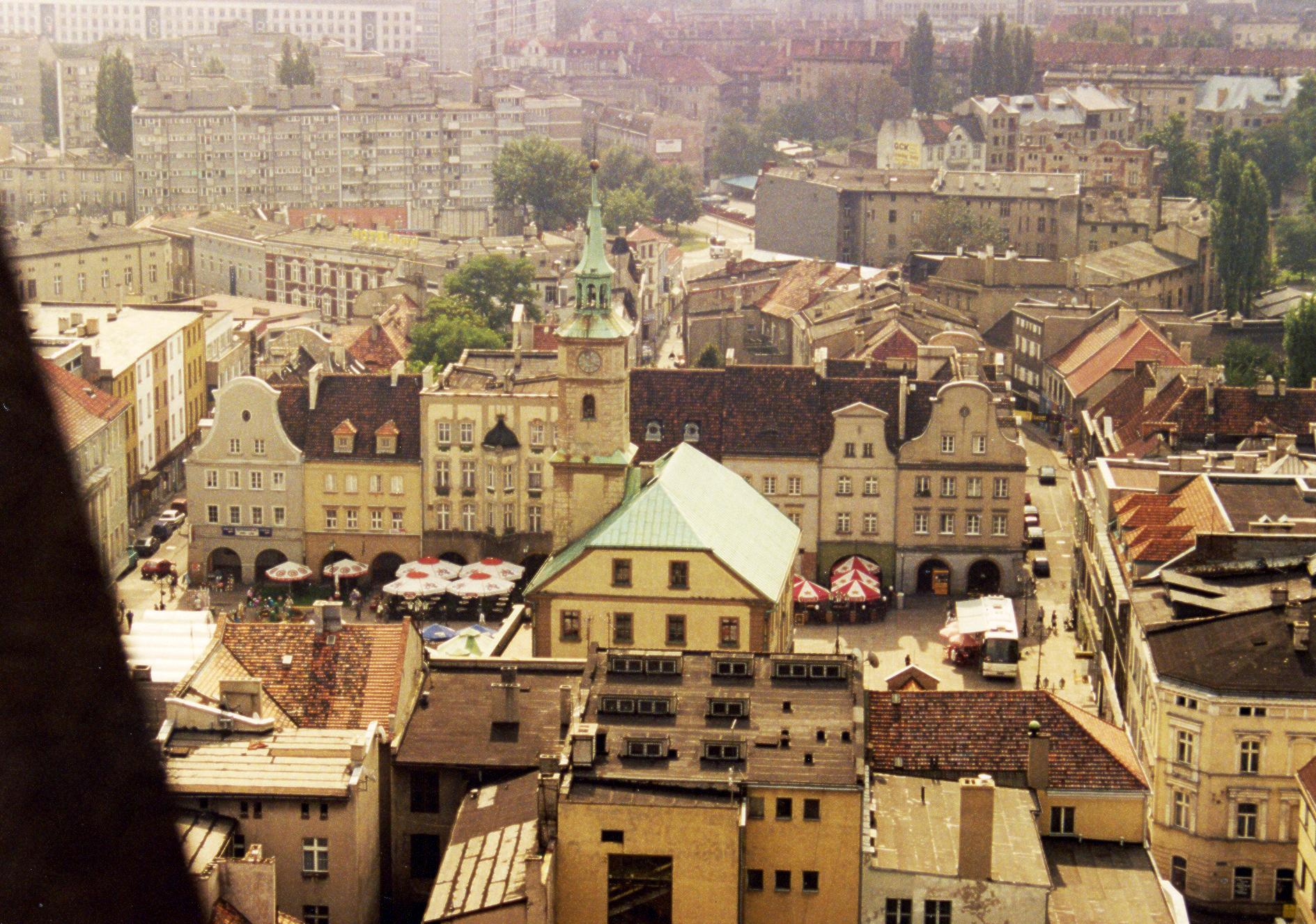
Gliwice - Widok na rynek z ratuszem i stare miasto

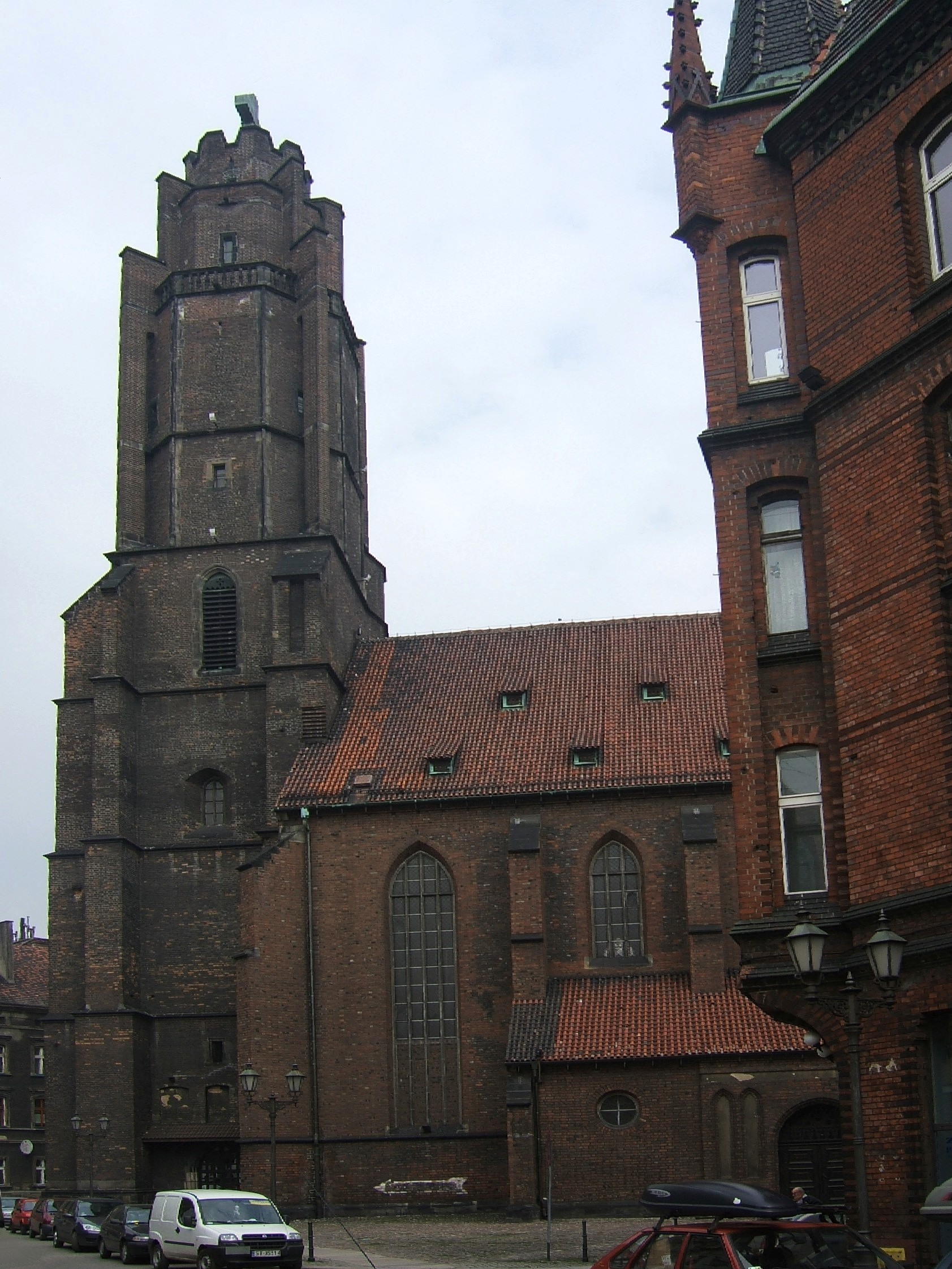
Gliwice - Kościół Wszystkich Świętych

Stare Miasto w Gliwicach – najstarszy obszar Gliwic położony w centrum miasta.

## Informacje ogólne
Granice gliwickiej starówki wyznacza ulica Dolnych Wałów i ulica Górnych Wałów.

## Zabytki
Głównymi zabytkami gliwickiej starówki jest między innymi rynek z centralnie umieszczonym ratuszem oraz pozostałości murów obronnych, zamek, zabytkowe kamieniczki i kościół Wszystkich Świętych.